# Старошалашово
Старошалашово — упразднённый посёлок в Ашинском районе Челябинской области. На момент упразднения входил в состав Ашинского горсовета. Исключен из учётных данных в 1992 г.

## География
Урочище расположено в 6 километрах северо-восточнее города Аша, в горном плато, на высоте около 300 метров над уровнем моря. Покрыто разнотравными лугами, разделенными пихтово-еловыми и березово-кленовыми лесами (Романов, 2015).
Возле урочища находится пещера Шалашовская.

## Топоним
Название парное к ойкониму Новошалашово, посёлку, подчинённый Ашинскому горсовету.

## История
По данным на 1970 год посёлок Старошалашово находился в подчинении Ашинского горсовета.
Исключен из учётных данных посёлок Постановлением Челябинской облисполкома от 21.05.1992 года г. № 127-М «Об исключении населенных пунктов Старошалашово и Голодный из учётных данных административно-территориального деления Ашинского района».

## Население
К 1970 году в посёлке проживали 5 человек.